# Kenneth Røpke
Kenneth Røpke (* 17. August 1965 in Gentofte Kommune) ist ein ehemaliger dänischer Radrennfahrer und nationaler Meister im Radsport.

## Sportliche Laufbahn
Er war Teilnehmer der Olympischen Sommerspiele 1988 in Seoul. Im 1000-Meter-Zeitfahren belegte er beim Sieg von Alexander Kiritschenko den 4. Platz. Bereits bei den Junioren war er sehr erfolgreich. Bei den UCI-Bahn-Weltmeisterschaften der Junioren 1982 gewann er die Bronzemedaille in der Mannschaftsverfolgung. 1983 wurde er bei den UCI-Bahn-Weltmeisterschaften der Junioren Weltmeister mit dem dänischen Vierer. Zudem gewann er Silber im 1000-Meter-Zeitfahren hinter Alan Miller. Von 1984 bis 1990 gewann er jeweils die nationale Meisterschaft im 1000-Meter-Zeitfahren. 1993 konnte er den Titel erneut gewinnen. Danach war er noch zweimal Vize-Meister. Bei den Meisterschaften der Nordischen Länder gewann er den Titel in seiner Spezialdisziplin 1984, 1987, 1989, 1991 und 1992. Auch im Sprint und in der Mannschaftsverfolgung holte er Medaillen in den nationalen Meisterschaftsrennen.